# Clemence Housman
Clemence Annie Housman (Bromsgrove, 23 de novembro de 1861 - Glastonbury, 6 de dezembro de 1955) foi uma escritora, ilustradora e ativista britânica pelo movimento sufragista
. Era irmã de do poeta e estudioso A. E. Housman e Laurence Housman.
Seu trabalhos incluem The Were-Wolf, Unknown Sea e  The Life of Sir Aglovale De Galis.

## Biografia
Clemence nasceu em Bromsgrove, em Worcestershire, em 1861. Era a terceira criança entre sete e primeira filha de Edward Housman (1831–1894), procurador da coroa e sua esposa, Sarah Jane Williams (1828–1871). Por ter nascido no Dia de São Clemente, sua mãe, muito religiosa, lhe deu o nome de Clemence.
Sua educação foi basicamente por meio de governantas e tutores particulares em casa. Em 1871 sua mãe morreu e seu pai se casou com uma prima. Com a morte do pai em 1894, Clemence foi para Londres junto de seu irmão Laurence, onde os dois ingressaram na Kennington Art School. Entrou na City and Guilds of London Art School, em 1883, onde aprendeu gravação em madeira, além de várias outras técnicas artísticas. Trabalhou por um tempo com gravação para ilustrações de artigos e livros. Com o avanço na tecnologia fotomecânica, seu trabalho como gravadora passou a ser menos procurado pelas revistas e editoras. Clemence então fez algumas gravações para os trabalhos do irmão, com o The Field of Clover (1898) e Blue Moon (1904)
Clemence começa a carreira de escritora em 1890, quando publica seu primeiro livro gótico, The Were-Wolf, pela revista Atalanta, ilustrado por Everard Hopkins (1860-1928). Graças aos contatos de Laurence com o editor John Lane, The Were-Wolf foi publicado em livro em 1896, com ilustrações de Laurence, gravadas por Clemence em madeira. Os temas cristãos do livro foram muito influenciados por sua vivência, bem como seu interesse no livro de Charles Kingsley, The Heroes (1855), quando era criança. Depois de The Were-Wolf, Clemence publicou mais dois livros, The Unknown Sea (1898) e The Life of Sir Aglovale de Galis (1905).
Em 1908, ela se inscreveu para o Women's Social and Political Union e em 1909 era co-fundadora, junto de seu irmão, Laurence Housman, do Ateliê Sufragista, onde ela fazia banners, faixas e bandeiras para as passeatas do Sufrágio entre os anos de 1908 e 1914.

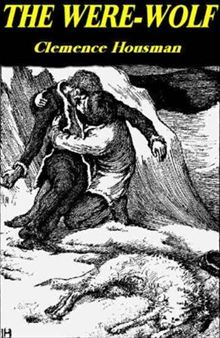
The Were-Wolf por Housman (arte de Laurence Housman, LH)

Em 1910, tornou-se membro do comitê da Liga de Resistência Tributária Feminina e foi presa em 30 de setembro de 1911 por não pagar seus impostos, sendo enviada para a Prisão de Holloway, de onde foi liberada depois uma semana de protestos na frente da cadeia por suas apoiadoras.

## Últimos anos
Clemence morou com seu irmão Laurence por boa parte da vida. Depois da Primeira Guerra Mundial, ela passou a morar em uma cabana na vila de Ashley, ao sul de Hampshire e depois se mudou para a vila de Street, em Somerset, em 1924. Nessa época ela não escrevia nem ilustrava, mas chegou a ajudar Laurence em um roteiro de The Were-Wolf, em 1924.

## Morte
Após sofrer um grave AVC em setembro de 1953, Clemence se mudou para uma casa de cuidados paliativos onde passou seus últimos anos até morrer em 6 de dezembro de 1955, aos 94 anos. Seu corpo foi cremado e suas cinzas foram depositadas no Cemitério de Smallcombe, em Somerset.